# مدیر ارشد علوم
مدیر ارشد علوم یا مدیر ارشد علمی‌ (به انگلیسی: Chief scientific officer) (مخفف شده به صورت CSO) سمتی است در راس عملیات تحقیقات علمی در سازمان‌ها یا شرکت‌هایی که پروژه‌های تحقیقاتی علمی مهمی را انجام می‌دهند.